# 도두왕
도두왕(都頭王, ?~?)은 갈사부여의 제3대 왕으로, 이름은 도두(都頭)이다. 고구려에 항복하여 갈사부여의 마지막 왕이 되었다

## 생애
도두는 갈사왕의 손자로 생몰년은 알 수 없다. 고구려 태조대왕 때인 68년 8월에 나라를 들어 항복하여 우태(于台)에 임명되었다. 이로써 갈사부여는 멸망하고 고구려에 흡수되었다.

## 가족관계
- 조부 : 갈사왕(曷思王)
- 조모 : 미상
- 아버지 : 해씨(解氏)
- 어머니 : 미상
  - 누나 또는 누이 : 해씨 부인 - 고구려 대무신왕의 차비
  - 매제 또는 자형 : 고구려 대무신왕
    - 조카 : 호동
    - 조카며느리 : 낙랑공주

## 참고 자료
- 서영대(徐永大), 〈도두(都頭)에 대하여〉, 《한국역대인물 종합정보시스템》, 한국학중앙연구원
- 《삼국사기》 〈고구려본기〉 태조대왕조

| 전대 (1대) 갈사왕 (2대) 미상 | 제3대 갈사부여 국왕 ? ~ 68년 | 후대 멸망 |